# Exposition internationale d'architecture de Venise

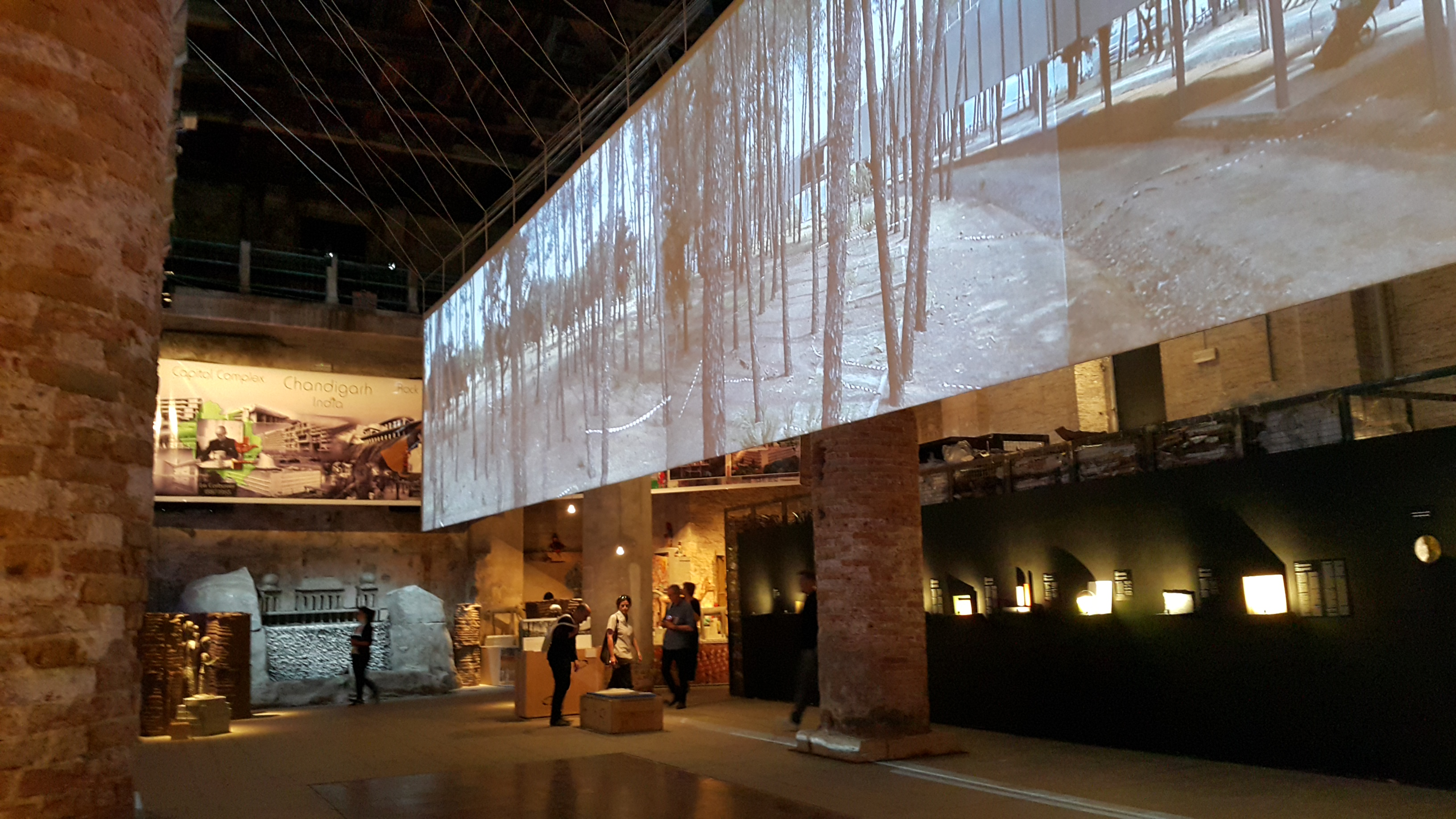
internationale d'architecture de Venise.

L'Exposition internationale d'architecture (ou Biennale d'architecture) de Venise a lieu tous les deux ans en alternance avec la Biennale d'art contemporain de Venise. Elle a été créée en 1980 par la Fondation Biennale di Venezia.

## Histoire
Dans les années 1970, les premières expositions d'architecture de la Biennale ont lieu aux Magasins du sel et sur les Zattere dans le cadre de la Biennale d'art. 
La première Exposition internationale d'architecture s'intitule La présence du passé et le commissaire est Paolo Portoghesi, elle est installée à la Strada Novissima des Corderie dell'Arsenale. 

## Éditions

### 1980:IreExposition internationale d'architecture
- Thème : La presenza del passato: il postmodern
- Directeur : Paolo Portoghesi

### 1982:IIeExposition internationale d'architecture
- Thème : Architettura nei Paesi islamici
- Directeur : Paolo Portoghesi

### 1985:IIIeExposition internationale d'architecture
- Thème : Progetto Venezia: concorso internazionale
- Directeur : Aldo Rossi

### 1986:IVeExposition internationale d'architecture
- Thème : Hendrik Petrus Berlage. Disegni
- Directeur : Aldo Rossi

### 1988:Padiglione Italia. 12 progetti per la Biennale di Venezia, concorso nazionale
- Directeur : Francesco Dal Co

### 1991:VeExposition internationale d'architecture
- Thème : Cinquième Exposition internationale d'architecture
- Directeur : Francesco Dal Co

### 1992:Architettura e spazio sacro nella modernità
- Sous le commissariat de Paolo Portoghesi

### 1996:VIeExposition internationale d'architecture
- Thème : Sensori del futuro. L’architetto come sismografo
- Directeur : Hans Hollein

### 2000:VIIeExposition internationale d'architecture
- Thème : Less Aesthetics, More Ethics
- Directeur : Massimiliano Fuksas

### 2002:VIIIeExposition internationale d'architecture
- Thème :  Next
- Directeur :  Kurt W. Forster
- Pavillon français : Contextes, sous le commissariat de Marie-Ange Brayer et Béatrice Simonot

### 2004:IXeExposition internationale d'architecture
- Thème : Metamorph
- Directeur : Kurt W. Forster
- Pavillon français : Métamorphoses durables, sous le commissariat de Françoise-Hélène Jourda

### 2006:XeExposition internationale d'architecture
- Thème : Città. Architettura e società
- Directeur : Richard Burdett
- Pavillon français : Metavilla, sous le commissariat de Patrick Bouchain

### 2008:XIeExposition internationale d'architecture
- Thème : Out There: Architecture Beyond Building
- Directeur : Aaron Betsky
- Pavillon belge réalisé par Office Kersten Geers David Van Severen
- Pavillon français : GénéroCité, sous le commissariat de Francis Rambert

### 2010:XIIeExposition internationale d'architecture
- Thème : People Meet in Architecture
- Directeur : Kazuyo Sejima
- Pavillon français : Metropolis?, sous le commissariat de Dominique Perrault
- Lion d'or pour la carrière : Rem Koolhaas
- Lion d'or de la Meilleure participation nationale : Royaume de Bahreïn, Bahrain Urban Research Team.
- Lion d'or pour le Meilleur projet de l'Exposition People meet in architecture : junya.ishigami+associates (Japon) pour Architecture as air: Study for château la coste

### 2012:XIIIeExposition internationale d'architecture
- Thème : Common Ground
- Directeur : David Chipperfield
- Pavillon français : Yves Lion
- Lion d'or pour la carrière : Álvaro Siza Vieira
- Lion d'or de la Meilleure participation nationale : Japon
- Lion d'or pour le Meilleur projet de l'Exposition Common Ground : Urban-Think Tank (Alfredo Brillembourg, Hubert Klumpner), Justin McGuirk and Iwan Baan

### 2014:XIVeExposition internationale d'architecture
- Thème : Habiter la modernité 1914-2014
- Directeur : Rem Koolhaas
- Lion d'or pour la carrière : Phyllis Lambert
- Mention spéciale : Intermundia, Ana Dana Beroš

### 2016:XVeExposition internationale d'architecture
- Autres pavillons
- Directeur: Alejandro Aravena
  - Pays-Bas
    - Le Het Nieuwe Instituut (HNI) a confié à Malkit Shoshan[1] la direction du pavillon néerlandais[2]. Il s'appuie sur ses travaux explorant le statut de l'architecture et du paysage en temps de guerre, ou encore l'espace public comme zone de combat. L'exposition se focalise sur une partie de ses récits d'architecture dans les zones de conflit : le Camp Castor près de Gao, au Mali, où sont impliquées des forces militaires néerlandaises. La base y est décrite comme un îlot autosuffisant, déconnecté de son contexte immédiat. Malkit Shoshan plaide pour associer le design aux autres missions onusiennes des Casques bleus : défense, diplomatie et développement. Selon elle, cette nouvelle charge permettrait de mettre en valeur les défis spatiaux et les opportunités offertes par une telle situation.

### 2018:XVIeExposition internationale d'architecture
- Thème : Slow architecture
- Directrices : Yvonne Farrell et Shelley McNamara[3]
- Lion d’or de la meilleure participation nationale : Suisse
- Lion d’or de la meilleure participation à l’exposition « Freespace » : Eduardo Souto de Moura (Portugal)[4]

### 2021:XVIIeExposition internationale d'architecture
- Thème : How will we live together?
- Directeur : Hashim Sarkis[5]

Initialement prévue en mai 2020, la XVIIe édition de la biennale d'architecture a été décalée d'un an à cause de la Pandémie de Covid-19. Elle s'est tenue du 21 mai au 22 novembre 2021.

### 2023:XVIIIeExposition internationale d'architecture
- Thème : Le Laboratoire du futur[7].
- Commissaire : Lesley Lokko[8].
- Lion d'or de la meilleure participation nationale : Brésil, pour TE  R  R A[9].
- Mention d'honneur : Grande Bretagne pour Dancing Before the Moon.
- Le Lion d’Or pour la meilleure participation : Decolonizing Architecture Art Residency[9].